# Kenneth Maxwell
Kenneth R. Maxwell (3 de março de 1941) é um historiador britânico. É especialista em História Ibérica e no estudo das relações entre Brasil e Portugal no século XVIII, sendo um dos mais importantes brasilianistas da atualidade.
Tendo publicado "Conflicts and Conspiracies: Brazil & Portugal 1750-1808" (Cambridge University Press, 1973), notabilizou-se no Brasil a partir da publicação da obra no país, em 1977, sob o título "A devassa da devassa - A Inconfidência Mineira: Brasil e Portugal 1750-1808" (ISBN 8521903979). Publicou, posteriormente, "Marquês de Pombal - Paradoxo do Iluminismo" (1996) e "A Construção da Democracia em Portugal" (1999). A sua obra mais recente é "Naked Tropics: Essays on Empire and Other Rogues" (2003).
Em maio de 2004 renunciou ao seu cargo de Diretor de Estudos Latino-Americanos do Conselho de Relações Exteriores de Nova York por ter criticado Henry Kissinger em uma resenha de livro sobre o golpe de Estado de Augusto Pinochet em 1973 e de não ter tido uma resposta publicada na revista Foreign Affairs.
Atualmente, é diretor do Programa de Estudos Brasileiros do Centro David Rockefeller para Estudos Latinoamericanos da Universidade de Harvard.